# 埃斯特班·沃尔科夫

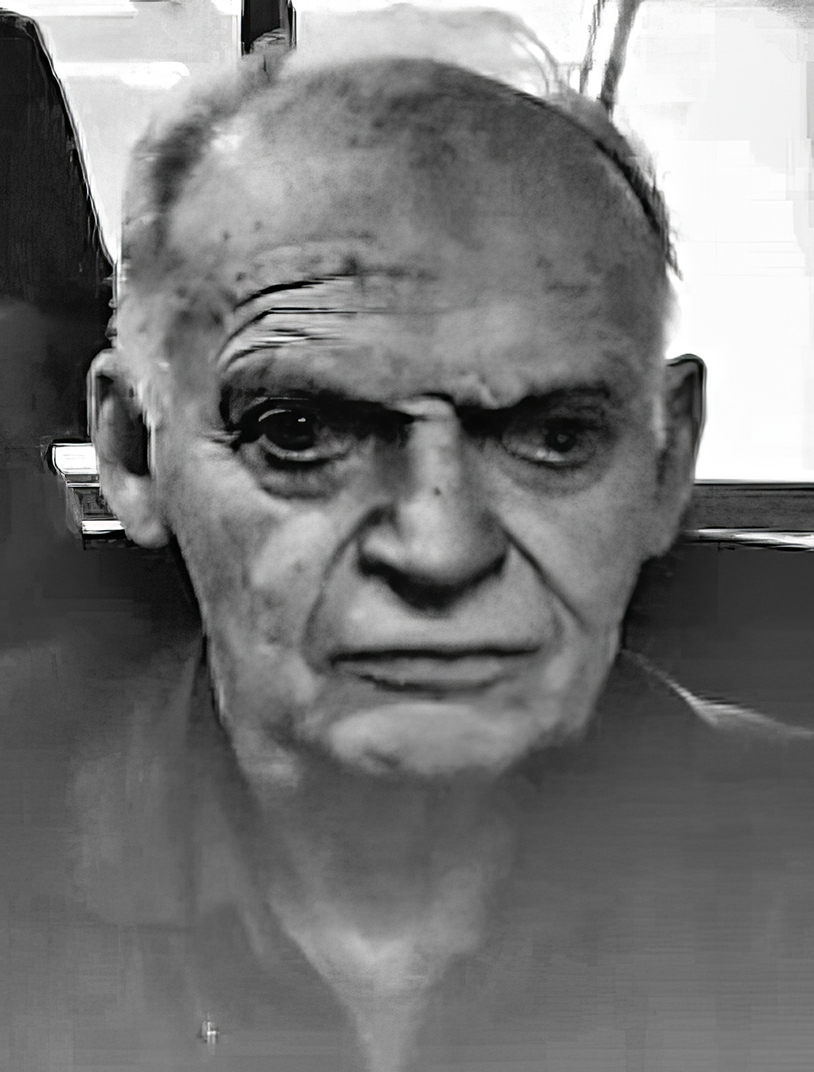
2016年的埃斯特班·沃尔科夫

埃斯特班·沃尔科夫（西班牙語：Esteban Volkov；1926年3月7日—2023年6月16日），原名弗谢沃洛德·普拉托诺维奇·沃尔科夫（俄语：Всеволод Платонович Волков），是一位墨西哥化学家。他是俄罗斯共产主义革命家列夫·托洛茨基的外孙；他的双亲是托洛茨基的长女季娜伊达·沃尔科娃及其第二任丈夫普拉托恩·伊万诺维奇·沃尔科夫。

## 生平
1926年3月7日，他出生于苏联雅尔塔。1931年，他被母亲季娜伊达·沃尔科娃带离苏联；后来，他辗转土耳其比于卡达、柏林、维也纳、巴黎等地，直到1939年8月被外祖父列夫·托洛茨基的支持者阿尔弗雷德·罗斯默带到墨西哥与托洛茨基及其第二任妻子娜塔莉亚·谢多娃一起生活。1940年5月24日，苏联内务人民委员部特工约瑟夫·格里古列维奇和墨西哥画家大卫·阿尔法罗·西凯罗斯率领武装刺客袭击托洛茨基的住所，托洛茨基成功生还，而他脚部中弹。1940年8月20日，托洛茨基在其住所遭到苏联特工拉蒙·麦卡德行刺，并于次日去世，他目睹了托洛茨基的死亡。托洛茨基去世后，他仍然居住于这所房子里，直到1970年代。他逐渐遗忘了俄语；在墨西哥，他称自己为“埃斯特班”，这个名字与他的俄语昵称“谢瓦”相似。后来，他成为一名化学家，专门从事墨西哥制药领域的激素合成，并为避孕药的工业化生产做出了重要贡献。与此同时，他致力于创建列夫·托洛茨基故居博物馆，并在1989年退休后担任馆长。沃尔科夫的妻子是服装设计师帕尔米拉·费尔南德斯，她于1997年去世；夫妇俩育有4个女儿：作家韦罗妮卡·沃尔科夫、成瘾学专家诺拉·沃尔科夫以及双胞胎娜塔莉亚·沃尔科夫（墨西哥国家统计和地理研究所副主任）和帕特里西亚·沃尔科夫（医生和艾滋病专家）。1988年底，他获准前往苏联探望同父异母的姐姐亚历山德拉·莫格利娜；亚历山德拉于1989年3月去世，此前她曾多年遭受监禁和流放，在约瑟夫·斯大林去世后才获得平反。2023年6月16日，他在墨西哥城逝世，得年97岁，被认为是墨西哥最后一位在世的托洛茨基遇刺事件的目击者。